# マイク・マダックス
マイケル・オースリー・マダックス（Michael Ausley Maddux, 1961年8月27日 - ）はアメリカ合衆国オハイオ州モンゴメリー郡デイトン出身の元プロ野球選手（投手）、野球指導者。右投左打。現在は、MLBのテキサス・レンジャーズの投手コーチを務める。
実弟は元プロ野球選手のグレッグ・マダックス。

## 経歴

### プロ入り前
1979年のMLBドラフト36巡目（全体838位）でシンシナティ・レッズから指名されたが、テキサス大学エルパソ校へ進学した。

### プロ入りとフィリーズ時代
1982年のMLBドラフト5巡目（全体119位）でフィラデルフィア・フィリーズから指名され、6月21日に契約した。契約後、傘下のA-級ベンド・フィリーズでプロデビュー。11試合（先発10試合）に登板して3勝6敗、防御率3.99、59奪三振を記録した。
1983年はA級スパルタンバーグ・スピナーズ、A+級ペニンシュラ・パイロッツ、AA級レディング・フィリーズでプレー。A+級ペニンシュラでは14試合に先発登板して8勝4敗、防御率3.62、78奪三振を記録した。
1984年はAA級レディングとAAA級ポートランド・ビーバーズでプレー。AAA級ポートランドでは8試合に先発登板して2勝4敗、防御率5.84、22奪三振を記録した。
1985年はAAA級ポートランドでプレーし、27試合（先発26試合）に登板して9勝12敗、防御率5.31、96奪三振を記録した。
1986年はAAA級ポートランドで開幕を迎え、6月にメジャーへ初昇格した。6月3日のロサンゼルス・ドジャース戦で先発起用されメジャーデビュー。初回から4失点を失い、2回にも1失点し、2回1死で降板した。この日は5安打5失点2四球と抑えられず、メジャー初黒星を喫した。この年は16試合に先発登板して3勝7敗、防御率5.42、44奪三振を記録した。
1987年はAAA級メイン・ガイズで開幕を迎え、8月にメジャーへ昇格した。昇格後2試合は先発として登板していたが、3度目の登板となった9月5日のサンフランシスコ・ジャイアンツ戦からリリーフに転向した。この年は7試合（先発2試合）に登板して2勝0敗、防御率2.65、15奪三振を記録した。
1988年はリリーフとして開幕ロースター入りし、5試合に登板後、4月にAAA級メインへ降格した。6月に先発としてメジャーへ再昇格したが、8月下旬から再びリリーフに転向した。この年は25試合（先発11試合）に登板して4勝3敗、防御率3.76、59奪三振を記録した。
1989年はリリーフとして開幕を迎え4月29日のシンシナティ・レッズ戦から先発に転向した。同試合では9回を2安打無失点1四球4奪三振に抑え、メジャー初完封を記録した。この年は16試合（先発4試合）に登板して1勝3敗1セーブ、防御率5.15、26奪三振を記録した。オフの11月20日に自由契約となった。

### ドジャース時代
1989年12月21日にドジャースと契約を結んだ。
1990年は傘下のAAA級アルバカーキ・デュークスで開幕を迎え、5月にメジャーへ昇格した。昇格後はリリーフとして9試合に登板していたが、防御率4.15と結果を残していないまま、6月から先発に転向した。6月6日のアトランタ・ブレーブス戦では3回2失点で降板し、2度目の先発となった12日のヒューストン・アストロズ戦では5安打5失点で1死しか取れず降板し、AAA級アルバカーキへ降格した。この年は11試合（先発2試合）に登板して0勝1敗、防御率6.53、11奪三振を記録した。レギュラーシーズン終了後の10月15日にFAとなった。

### パドレス時代
1991年3月30日にサンディエゴ・パドレスと契約を結んだ。開幕後はリリーフに定着し、自己最多でチームトップタイの64試合（先発1試合）に登板した。7勝2敗5セーブ、防御率2.46、57奪三振を記録した。
1992年は開幕から15日間の故障者リスト入りし、4月27日に復帰した。復帰後は前年と同様にリリーフに定着した。この年は50試合（先発1試合）に登板して2勝2敗5セーブ、防御率2.37、60奪三振を記録した。

### メッツ時代
1992年12月17日にロジャー・メイソン、マイク・フレイタスとのトレードで、ニューヨーク・メッツへ移籍した。
1993年はリリーフとして58試合に登板して3勝8敗5セーブ、防御率3.60、57奪三振を記録した。
1994年は27試合に登板して2勝1敗2セーブ、防御率5.11、32奪三振を記録した。レギュラーシーズン終了後の10月18日にFAとなった。

### パイレーツ時代
1995年4月10日にピッツバーグ・パイレーツと契約を結んだ。昇格後は8試合に登板したが、防御率9.00と結果を出せず、5月16日に自由契約となった。

### レッドソックス時代
1995年5月30日にボストン・レッドソックスと契約を結んだ。移籍後は36試合（先発4試合）に登板して4勝1敗1セーブ、防御率3.61、65奪三振を記録した。オフの11月6日にFAとなったが、12月15日にレッドソックスと再契約を結んだ。
1996年は開幕ロースター入りし、開幕後は13試合に登板していたが、5月6日に15日間の故障者リスト入りした。8月6日に復帰すると、先発に転向した。この年は23試合（先発7試合）に登板して3勝2敗、防御率4.48、32奪三振を記録した。オフの11月1日にFAとなったが、12月7日にレッドソックスと再契約した。
1997年3月26日に自由契約となった。

### マリナーズ時代
1997年4月11日にシアトル・マリナーズと契約を結んだ。昇格後はリリーフとして6試合に登板したが防御率10.13と結果を残せず、7月23日に自由契約となった。

### パドレス傘下時代
1997年8月19日にサンディエゴ・パドレスと契約を結んだ。契約後は傘下のAAA級ラスベガス・スターズで先発として3試合に先発登板して0勝2敗、防御率5.62、13奪三振を記録した。レギュラーシーズン終了後の10月15日にFAとなった。

### エクスポズ時代
1998年3月30日にモントリオール・エクスポズと契約を結んだ。開幕ロースター入りし、リリーフとして1993年以来の50試合登板を記録した。この年は51試合に登板して3勝4敗1セーブ、防御率3.72、33奪三振を記録した。9月29日にFAとなった。
1999年2月2日にエクスポズと再契約した。開幕後は4試合に登板したが、4月15日に自由契約となった。

### ドジャース復帰
1999年4月24日に古巣・ドジャースと契約を結んだ。リリーフとして49試合に登板して1勝1敗、防御率3.29、41奪三振を記録した。レギュラーシーズン終了後の10月14日にFAとなった。

### アストロズ時代
2000年2月1日にアストロズと契約を結んだ。開幕後はリリーフとして18試合に登板していたが、5月21日に15日間の故障者リスト入りした。6月23日に復帰後は3試合に登板したが、7月5日に自由契約となり、現役引退を発表した。

### 引退後
2000年のシーズン途中からアストロズ傘下のAA級ラウンドロック・エクスプレスの投手コーチに就任し、同年のテキサスリーグ優勝に貢献した。
2001年はカルロス・ヘルナンデスやティム・レディングの好投もあり、テキサスリーグ1位のチーム防御率を記録し、2年連続の優勝を経験した。
2002年もテキサスリーグ三連覇に貢献した。

### ブルワーズでのコーチ時代

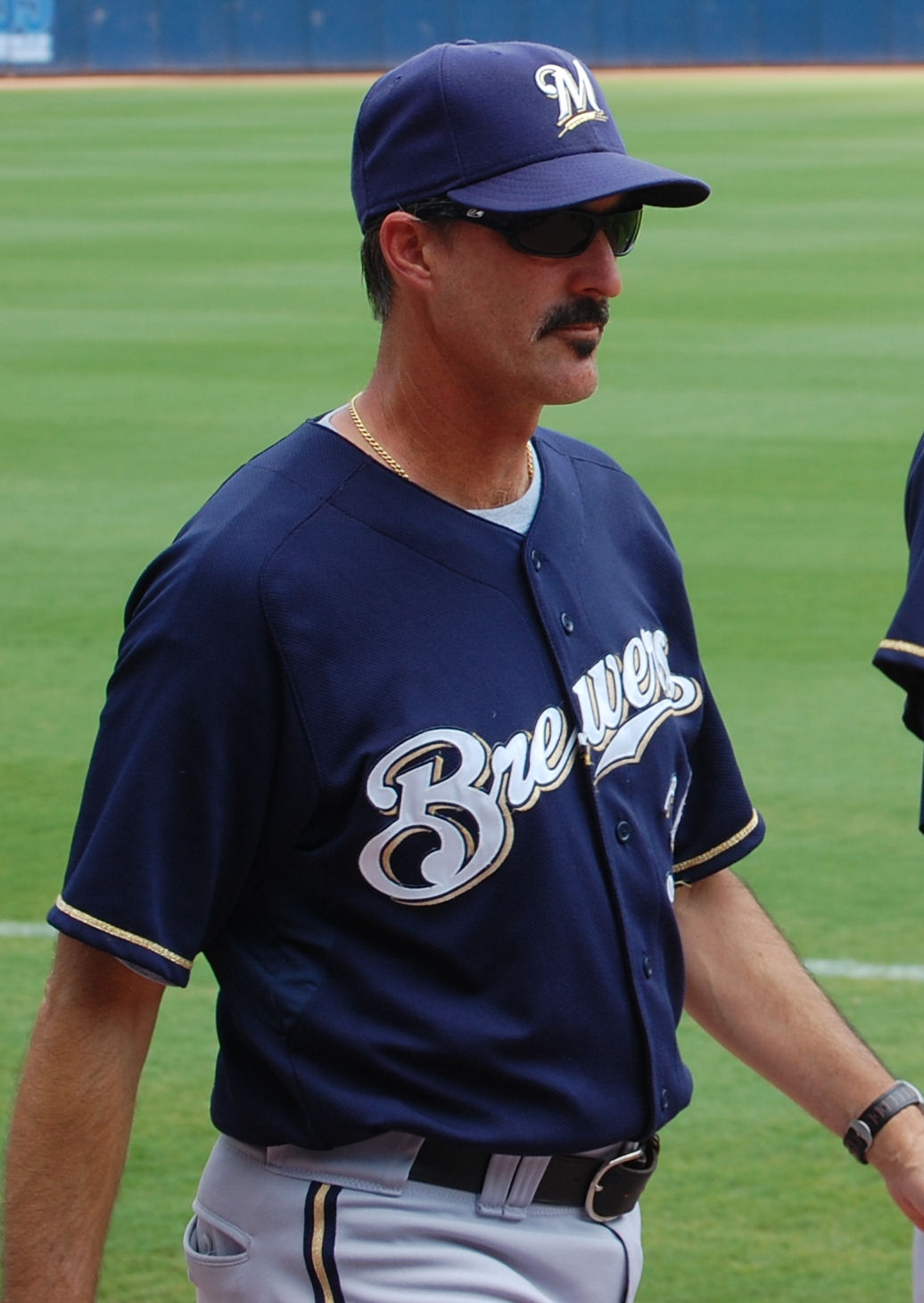
ミルウォーキー・ブルワーズでのコーチ時代
(2008年8月3日)

2002年オフにミルウォーキー・ブルワーズの投手コーチに就任した。
2003年はネッド・ヨスト監督の下でコーチ1年目を迎えたが、チーム防御率はナショナルリーグ平均（4.28）を大きく下回るワースト3位の5.02だった。先発陣もベン・シーツ、ウェイン・フランクリン、マット・キニーの三本柱こそ二桁勝利を挙げたが、4番手のグレンドン・ラッシュは1勝12敗、5番手のウェス・オーバーミューラーは2勝5敗と、先発投手の不足も露呈し、投手コーチとしては頭の痛いシーズンとなった。
2004年はシーツとダグ・デービスがナ・リーグ3位タイとなる24度のクオリティ・スタートを記録し、チーム防御率がリーグ平均の4.30を上回る4.24に向上した。
2005年はナ・リーグ5位となるチーム防御率3.97を記録した。
2006年は前年防御率1点台を記録したクローザーのデリック・ターンボウが不調でシーズン途中にマイナーへ異動するなど、リリーフ陣が崩壊し、チーム防御率はナ・リーグワースト2位の4.82に悪化した。
2007年は前年の開幕投手であるデービスが移籍したが、新加入のジェフ・スーパンの活躍もあり、二桁投手を4人輩出。ターンボウからクローザーの座を奪ったフランシスコ・コルデロが球団新記録の44セーブを挙げるなど、先発・リリーフ共に活躍し、チーム防御率はナ・リーグ9位の4.41まで回復した。
2008年は防御率1点台を記録したCC・サバシアの加入もあり、チーム防御率はナ・リーグ2位となる3.85に向上。チームは地区2位となり、ワイルドカード獲得に貢献したが、ヨスト監督の退任に伴い、同年限りでブルワーズを退団した。

### レンジャーズでのコーチ時代

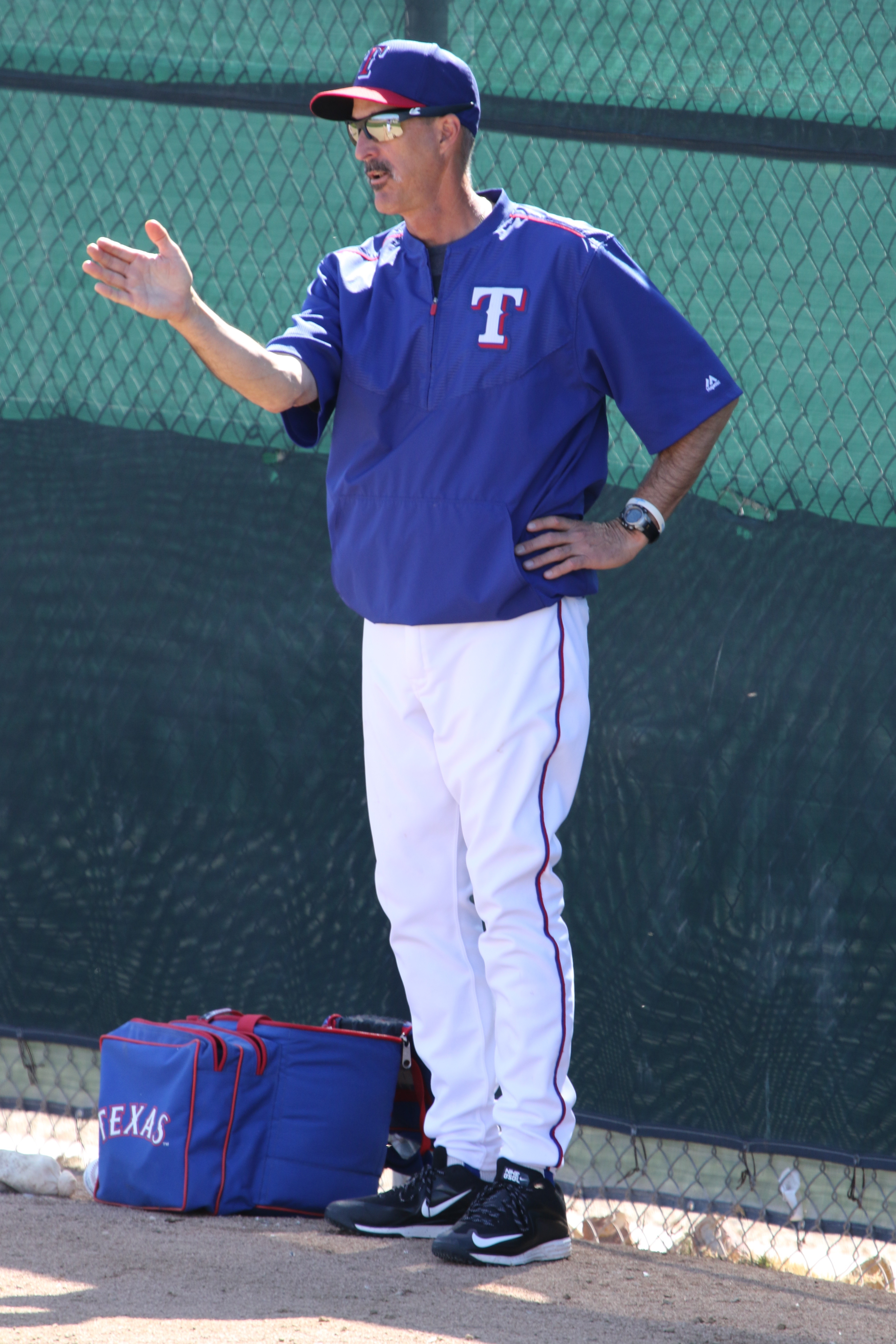
テキサス・レンジャーズでのコーチ時代
(2015年3月9日)

2008年11月3日にテキサス・レンジャーズの投手コーチへの就任が発表された。
2009年は前年アメリカンリーグ最下位のチーム防御率5.37を、ア・リーグ8位の4.38まで改善。
2010年はア・リーグ3位となるチーム防御率を3.93まで向上させ、地区優勝及びア・リーグ優勝に貢献した。
2011年はチーム防御率が昨年を上回る3.79を記録（ア・リーグ5位）。先発5本柱（C・J・ウィルソン、コルビー・ルイス、デレク・ホランド、マット・ハリソン、アレクシー・オガンド）全員が二桁勝利を挙げ、2年連続の地区優勝及びア・リーグ優勝に貢献した。
2012年はチーム防御率が3.99と前年を下回った。
2013年はチーム防御率を3.62まで向上させた。

### ナショナルズでのコーチ時代

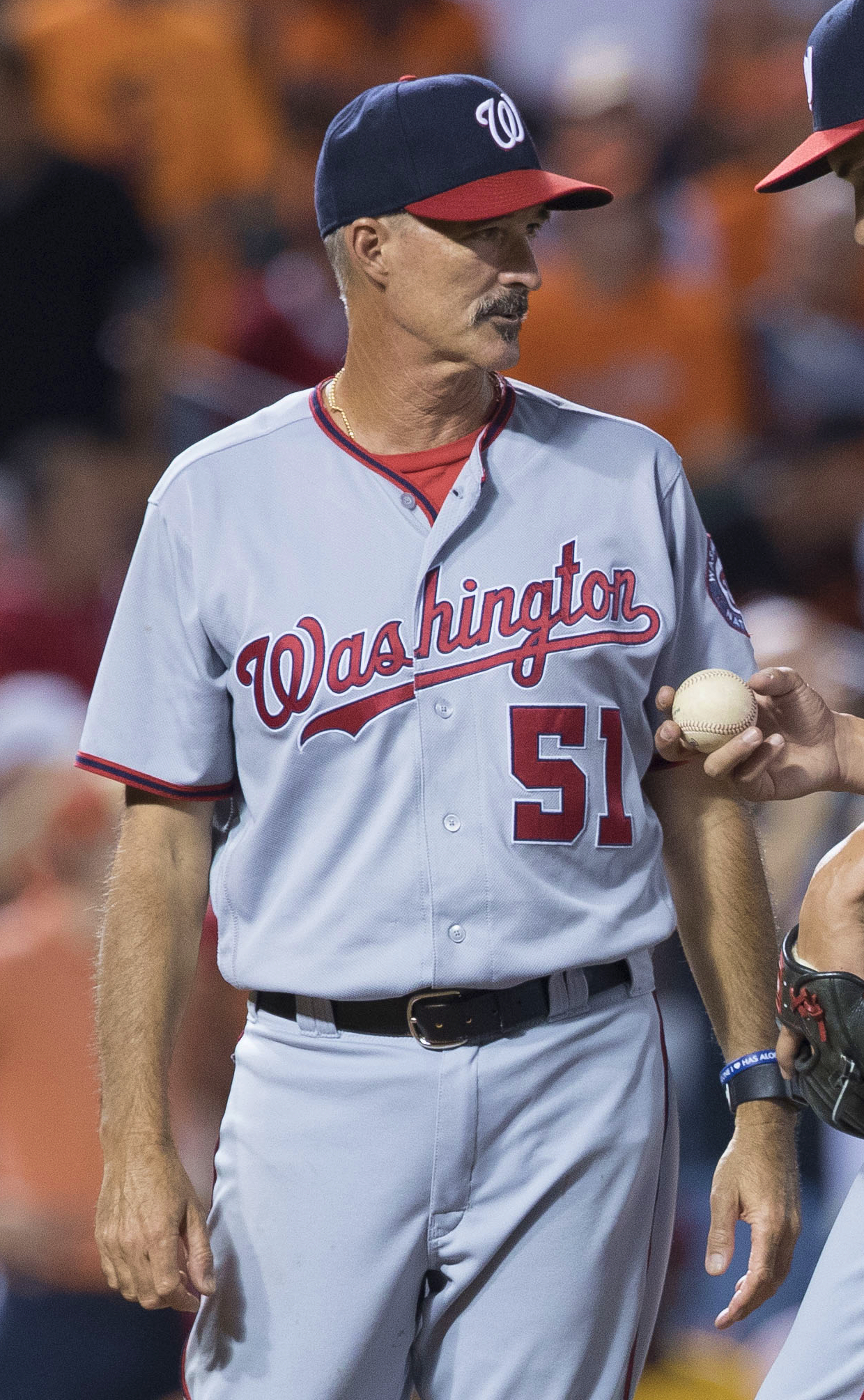
ワシントン・ナショナルズでのコーチ時代
(2016年8月22日)

2015年11月4日にワシントン・ナショナルズの投手コーチへの就任が発表され、2017年まで務めた。

### カージナルスでのコーチ時代
2018年シーズンからはセントルイス・カージナルスの投手コーチを務める、2022年まで務めた。

### 2度目のレンジャーズでのコーチ時代
2022年11月23日にレンジャーズの投手コーチへの就任が発表された。

## 詳細情報

### 年度別投手成績
| 年 度     | 球 団     | 登 板 | 先 発 | 完 投 | 完 封 | 無 四 球 | 勝 利 | 敗 戦 | セ 丨 ブ | ホ 丨 ル ド | 勝 率 | 打 者 | 投 球 回 | 被 安 打 | 被 本 塁 打 | 与 四 球 | 敬 遠 | 与 死 球 | 奪 三 振 | 暴 投 | ボ 丨 ク | 失 点 | 自 責 点 | 防 御 率 | W H I P |
| --------- | --------- | ----- | ----- | ----- | ----- | -------- | ----- | ----- | -------- | ----------- | ----- | ----- | -------- | -------- | ----------- | -------- | ----- | -------- | -------- | ----- | -------- | ----- | -------- | -------- | ------- |
| 1986      | PHI       | 16    | 16    | 0     | 0     | 0        | 3     | 7     | 0        | --          | .300  | 351   | 78.0     | 88       | 6           | 34       | 4     | 3        | 44       | 4     | 2        | 56    | 47       | 5.42     | 1.56    |
| 1987      | PHI       | 7     | 2     | 0     | 0     | 0        | 2     | 0     | 0        | --          | 1.000 | 72    | 17.0     | 17       | 0           | 5        | 0     | 0        | 15       | 1     | 0        | 5     | 5        | 2.65     | 1.29    |
| 1988      | PHI       | 25    | 11    | 0     | 0     | 0        | 4     | 3     | 0        | --          | .571  | 380   | 88.2     | 91       | 6           | 34       | 4     | 5        | 59       | 4     | 2        | 41    | 37       | 3.76     | 1.41    |
| 1989      | PHI       | 16    | 4     | 2     | 1     | 0        | 1     | 3     | 1        | --          | .250  | 191   | 43.2     | 52       | 3           | 14       | 3     | 2        | 26       | 3     | 1        | 29    | 25       | 5.15     | 1.51    |
| 1990      | LAD       | 11    | 2     | 0     | 0     | 0        | 0     | 1     | 0        | --          | .000  | 88    | 20.2     | 24       | 3           | 4        | 0     | 1        | 11       | 2     | 0        | 15    | 15       | 6.53     | 1.35    |
| 1991      | SD        | 64    | 1     | 0     | 0     | 0        | 7     | 2     | 5        | --          | .778  | 388   | 98.2     | 78       | 4           | 27       | 3     | 1        | 57       | 5     | 0        | 30    | 27       | 2.46     | 1.06    |
| 1992      | SD        | 50    | 1     | 0     | 0     | 0        | 2     | 2     | 5        | --          | .500  | 330   | 79.2     | 71       | 2           | 24       | 4     | 0        | 60       | 4     | 1        | 25    | 21       | 2.37     | 1.19    |
| 1993      | NYM       | 58    | 0     | 0     | 0     | 0        | 3     | 8     | 5        | --          | .273  | 320   | 75.0     | 67       | 3           | 27       | 7     | 4        | 57       | 4     | 1        | 34    | 30       | 3.60     | 1.25    |
| 1994      | NYM       | 27    | 0     | 0     | 0     | 0        | 2     | 1     | 2        | --          | .667  | 186   | 44.0     | 45       | 7           | 13       | 4     | 0        | 32       | 2     | 0        | 25    | 25       | 5.11     | 1.32    |
| 1995      | PIT       | 8     | 0     | 0     | 0     | 0        | 1     | 0     | 0        | --          | 1.000 | 42    | 9.0      | 14       | 0           | 3        | 1     | 0        | 4        | 1     | 0        | 9     | 9        | 9.00     | 1.89    |
| 1995      | BOS       | 36    | 4     | 0     | 0     | 0        | 4     | 1     | 1        | --          | .800  | 367   | 89.2     | 86       | 5           | 15       | 3     | 2        | 65       | 5     | 0        | 40    | 36       | 3.61     | 1.13    |
| '95計     | BOS       | 44    | 4     | 0     | 0     | 0        | 5     | 1     | 1        | --          | .833  | 409   | 98.2     | 100      | 5           | 18       | 4     | 2        | 69       | 6     | 0        | 49    | 45       | 4.10     | 1.20    |
| 1996      | BOS       | 23    | 7     | 0     | 0     | 0        | 3     | 2     | 0        | --          | .600  | 295   | 64.1     | 76       | 12          | 27       | 2     | 5        | 32       | 1     | 0        | 37    | 32       | 4.48     | 1.60    |
| 1997      | SEA       | 6     | 0     | 0     | 0     | 0        | 1     | 0     | 0        | --          | 1.000 | 59    | 10.2     | 20       | 1           | 8        | 2     | 1        | 7        | 1     | 0        | 12    | 12       | 10.13    | 2.63    |
| 1998      | MON       | 51    | 0     | 0     | 0     | 0        | 3     | 4     | 1        | --          | .429  | 228   | 55.2     | 50       | 3           | 15       | 1     | 1        | 33       | 3     | 1        | 24    | 23       | 3.72     | 1.17    |
| 1999      | MON       | 4     | 0     | 0     | 0     | 0        | 0     | 0     | 0        | 0           | ----  | 26    | 5.0      | 9        | 1           | 3        | 0     | 1        | 4        | 0     | 0        | 5     | 5        | 9.00     | 2.40    |
| 1999      | LAD       | 49    | 0     | 0     | 0     | 0        | 1     | 1     | 0        | 10          | .500  | 234   | 54.2     | 54       | 5           | 19       | 2     | 4        | 41       | 1     | 0        | 21    | 20       | 3.29     | 1.34    |
| '99計     | LAD       | 53    | 0     | 0     | 0     | 0        | 1     | 1     | 0        | 10          | .500  | 260   | 59.2     | 63       | 6           | 22       | 2     | 5        | 45       | 1     | 0        | 26    | 25       | 3.77     | 1.42    |
| 2000      | HOU       | 21    | 0     | 0     | 0     | 0        | 2     | 2     | 0        | 2           | .500  | 128   | 27.1     | 31       | 6           | 12       | 0     | 2        | 17       | 0     | 0        | 20    | 19       | 6.26     | 1.57    |
| MLB：15年 | MLB：15年 | 472   | 48    | 2     | 1     | 0        | 39    | 37    | 20       | *12         | .513  | 3685  | 861.2    | 873      | 67          | 284      | 40    | 32       | 564      | 41    | 8        | 428   | 388      | 4.05     | 1.34    |

- 「-」は記録なし
- 通算成績の「*数字」は不明年度があることを示す

### 年度別守備成績
| 年 度 | 球 団 | 投手（P） | 投手（P） | 投手（P） | 投手（P） | 投手（P） | 投手（P） |
| 年 度 | 球 団 | 試 合     | 刺 殺     | 補 殺     | 失 策     | 併 殺     | 守 備 率  |
| ----- | ----- | --------- | --------- | --------- | --------- | --------- | --------- |
| 1986  | PHI   | 16        | 5         | 10        | 2         | 0         | .882      |
| 1987  | PHI   | 7         | 1         | 1         | 1         | 0         | .667      |
| 1988  | PHI   | 25        | 8         | 18        | 4         | 1         | .867      |
| 1989  | PHI   | 16        | 7         | 12        | 0         | 1         | 1.000     |
| 1990  | LAD   | 11        | 0         | 2         | 0         | 0         | 1.000     |
| 1991  | SD    | 64        | 9         | 18        | 1         | 1         | .964      |
| 1992  | SD    | 50        | 9         | 18        | 1         | 1         | .964      |
| 1993  | NYM   | 58        | 6         | 16        | 1         | 1         | .957      |
| 1994  | NYM   | 27        | 2         | 11        | 1         | 2         | .929      |
| 1995  | PIT   | 8         | 0         | 1         | 0         | 1         | 1.000     |
| 1995  | BOS   | 36        | 9         | 11        | 1         | 1         | .952      |
| '95計 | BOS   | 44        | 9         | 12        | 1         | 2         | .955      |
| 1996  | BOS   | 23        | 7         | 12        | 0         | 1         | 1.000     |
| 1997  | SEA   | 6         | 1         | 1         | 0         | 0         | 1.000     |
| 1998  | MON   | 51        | 3         | 10        | 0         | 0         | 1.000     |
| 1999  | MON   | 4         | 0         | 0         | 0         | 0         | ----      |
| 1999  | LAD   | 49        | 5         | 6         | 1         | 1         | .917      |
| '99計 | LAD   | 53        | 5         | 6         | 1         | 1         | .917      |
| 2000  | HOU   | 21        | 1         | 6         | 0         | 0         | 1.000     |
| MLB   | MLB   | 472       | 73        | 153       | 13        | 11        | .946      |

### 背番号
- 44（1986年 - 1989年）
- 54（1990年）
- 51（1991年 - 1994年、1998年 - 1999年、2016年 - 2017年）
- 60（1995年 - 同年途中）
- 19（1995年途中 - 1996年）
- 20（1997年）
- 36（2000年、2003年- 2008年）
- 31（2009年 - 2015年、2018年 - 2021年途中、2022年 - 2023年途中）
- 35（2022年途中 - 同年終了）
- 41（2023年途中 - ）